# Francisco Ugarte Janietz
Francisco Patricio Ugarte Janietz (n. Nürtingen, Alemania, 15 de diciembre de 1986) es un exfutbolista chileno de origen alemán. Jugaba como defensa y su último club fue San Antonio Unido. Actualmente se desempeña como ayudante técnico del cuerpo técnico de Miguel Ponce en Rangers de Talca. Casado con una chilena y actualmente tiene 3 hijos. 

## Clubes
| Club                       | País           | Año       |
| -------------------------- | -------------- | --------- |
| TSV Boll                   | Alemania       | 2007      |
| SF Isingen                 | Alemania       | 2007-2008 |
| SV Rangendingen            | Alemania       | 2008-2009 |
| Palestino                  | Chile          | 2010      |
| Deportes Copiapó           | Chile          | 2011      |
| Fernández Vial             | Chile          | 2012      |
| San Luis                   | Chile          | 2013-2014 |
| Limón FC                   | Costa Rica     | 2014      |
| TSG Balingen               | Alemania       | 2015-2016 |
| FC 07 Albstadt             | Alemania       | 2016-2017 |
| Tulsa Roughnecks FC        | Estados Unidos | 2017-2018 |
| Magallanes                 | Chile          | 2018-2019 |
| Independiente de Cauquenes | Chile          | 2020      |
| San Antonio Unido          | Chile          | 2021      |

## Títulos
| Título    | Club     | País  | Año           |
| --------- | -------- | ----- | ------------- |
| Primera B | San Luis | Chile | Apertura 2013 |